# María Pérez de Almiroty

Fotografía de María Pérez de Almiroty en una publicación de 1922.

María Pérez de Almiroty (1895, Río Piedras, Puerto Rico) fue la primera mujer en ocupar el puesto de senadora en Puerto Rico por parte del Partido Liberal, entre 1936 y 1940.

## Trayectoria
Perteneció a varios grupos cívicos y profesionales como Cruz Roja, el Club Cívico de Damas, la Asociación de Mujeres Americanas, (capítulo de Puerto Rico) y la Sociedad  Protectora de Mendigos. Perteneció además a la Junta Central de los Partidos Unión de Puerto Rico y Liberal (1929 - 1932) y fue Asambleísta Municipal en Río Piedras.

## Homenaje
En 2015 el Senado de su país le rindió homenaje y se reconoció que muchas de las cuestiones por las que ella luchaba aún no estaban resueltas.